# 러시아 대통령부
러시아 대통령부 또는 러시아 대통령 행정부(러시아어: Администрация Президента Российской Федерации, 로마자: Administratsiya Prezidenta Rossiyskoy Federatsii)는 1991년 7월 19일 보리스 옐친의 법령에 의해 설립된 러시아 대통령의 행정부로, 러시아 SFSR(현재 러시아 연방)의 대통령(당시 옐친)과 부통령(당시 알렉산드르 루츠코이, 1993년에 이 직위가 폐지됨)의 활동을 지원하는 기관이며, 안전보장회의를 포함한 대통령 산하 심의 기관이다.
대통령 행정실의 수석 보좌관, 그의 대리인, 주요 부서 및 서비스의 책임자와 그들의 대리인은 러시아 대통령이 임명하며 다른 정부 기관의 승인을 받을 필요가 없다. 다른 직원은 대통령 행정실의 수석 보좌관이 임명한다.

## 같이 보기
- 미국 대통령실
- 일본 궁내청